# Афанасій (єпископ володимирський)
Афанасій (? — 1363, Кострома) — 12-й православний єпископ володимирський (володимир-волинський). Перша згадка про нього — у І-му Новгородському літописі від 1331 року. В 1353 році з невідомих причин полишив єпархію, виїхав до Москви, більше не повернувся, зберігши до смерті посаду. Його наступником у 1359 році став Йона. Російські історики пов'язували його виїзд з переслідуванням православних королем Казімежом ІІІ, що не підтверджено джерелами. Був єпископом у Переяславі-Заліському, суфраганом митрополита Алексія, заміщав його під час подорожі до Царгороду. Висвятив Сергія Радонезького на ігумена Свято-Троїцького монастиря поблизу Москви.